# La Flagellation du Christ (Maître JG)
Pour les articles homonymes, voir La Flagellation du Christ.
La Flagellation du Christ est une gravure sur cuivre au burin réalisée par Maître JG. Il existe des exemplaires à Vienne et à Paris à la BnF au département des estampes et dans la collection des Rothschild. Elle mesure 114 mm de diamètre.

## Description
Ponce Pilate pointe du doigt Jésus, attaché à une colonne, qui est frappé par 3 de ses soldats. 

## Analyse
Cette estampe reprend de nombreux éléments au sein d'autres gravures de l'auteur, tel le portique semblable à celui de l’Enfant dans la galerie ou la disposition du monogramme, proche de celui réalisé dans la même gravure ou dans Samson et le lion. « Il n'est pas à exclure que le graveur se soit souvenu pour son personnage du Christ d'une Flagellation gravée d'après Andrea Mantegna, dans laquelle on le retrouve les bras attachés dans le dos à une colonne, le buste à moitié plié et la tête tournée vers la gauche »,.